# ESV Dresden
Der Eisenbahner-Sportverein Dresden e. V. (kurz ESV Dresden) ist ein deutscher Mehrspartenverein für den Breitensport und zählt mit über 1220 Mitgliedern zu den zehn größten Dresdner Sportvereinen. Er ist aus der ehemaligen Betriebssportgemeinschaft (BSG) Lokomotive Dresden hervorgegangen, welche sich nach dem Erliegen aller sportlichen Tätigkeiten nach dem Zweiten Weltkrieg aus dem seit 1925 bestehenden Verein für Leibesübungen (VfL) Reichsbahn Dresden 1948 wiedergründete. Er beherbergt 16 Sportarten: Badminton, Faustball, Fußball, Handball, Hockey, Eis- und Inlinehockey, Kanu, Kegeln, Kunstradfahren, Mountainbike-Orientierungsfahren, Rhönrad, Selbstverteidigung & Kampfsport, Tennis, Tischtennis, Geräteturnen und Volleyball Damen.

## Vereinsstruktur
Der ESV ist ein im Vereinsregister des Amtsgerichtes Dresden seit 26. Oktober 1990 eingetragener Verein mit den Vereinsfarben rot-schwarz. Er wird von einem vierköpfigen Vorstand geleitet, der von der Delegiertenversammlung für jeweils drei Jahre gewählt wird.

## Geschichte
Der Vorgänger des ESV Dresden wurde am 30. November 1925 unter der Bezeichnung VfL Reichsbahn Dresden (ab 1939 auch Reichsbahn SG Dresden) gegründet.
Nach dem völligen Erliegen des Sportbetriebes im Zweiten Weltkrieg und der durch die Besatzungsmächte verfügten Auflösung aller NS-Sportvereine 1945 wurde auch der Verein aufgelöst. 1948 startete Manfred Zukunft, späterer Abteilungsleiter der Produktion im RAW Dresden, einen Aufruf, wieder einen Eisenbahner-Sportverein zu gründen. Dies erfolgte am 16. November 1948 im Speisesaal des RAW Dresden mit 100 Mitgliedern in sieben Sektionen.
Am 17. Juni 1950 vollzog die Betriebssportgemeinschaft, analog aller Gemeinschaften mit der Deutschen Reichsbahn als Trägerbetrieb, eine Umbenennung in Lokomotive Dresden.
Die Betriebssportgemeinschaft, die zeitweise über 20 Sektionen unterhielt, richtete zahlreiche sportliche Veranstaltungen aus (z. B. die ersten Dienststellenwettkämpfe der Deutschen Reichsbahn, Kinder- und Jugendspartakiaden, Verbandsmeisterschaften, Länderspiele) und sorgte für gesellschaftliche Integration der BSG-Sportler (z. B. durch Patenschaftsverträge mit Schulen, Einrichtung von drei Lottostellen, Festveranstaltungen wie das „Oktoberfest“ in der „Loksporthalle“ auf dem Sportgelände am Emerich-Ambros-Ufer).
Nachdem mit der politischen Wende von 1989 das System der Betriebssportgemeinschaften zusammenbrach, wurde 1990 die BSG Lok in den ESV Dresden umgewandelt. Durch die Neuordnung der Sportverbände der ehemaligen DDR (u. a. Auflösung des DTSB) fügte sich der ESV Dresden in die Strukturen des Deutschen Sportbundes (DSB) und des Verbandes Deutscher Eisenbahner-Sportvereine (VDES) sowie des Landessportbundes Sachsen und des Kreissportbundes Dresden ein.

## Sportgelände

### Reicker Straße
Am 9. September 1928 wurde ein 16 Hektar großes Sportgelände an der Reicker Straße 61 vor 2000 Zuschauern eingeweiht. Dort waren ein Hartplatz für Fuß- und Handball, eine 400-Meter-Laufbahn, Sprunggruben, Flächen für Geräteturnen, zwei Tennisplätze, Schießstände und ein Sportheim mit Anbauten für Kabinen (bestehend aus zwei Reichsbahn-Wagenkästen), Duschen und Trockentoiletten vorhanden, außerdem drei weitere Wagenkästen, ein Kampfrichterturm sowie ein öffentlicher Trockenabort. Der Dresdner Anzeiger vom 4. September 1928 berichtete in einem Artikel über die Einweihung:

„Die neue Sportstätte befindet sich in Strehlen auf dem Gelände zwischen Reicker Straße und Bodenbacher Eisenbahnlinie und ist mit der Straßenbahn bequem zu erreichen. Zwischen Gärtnereien und grünen Feldern eingebettet, ist sie mit ihren herrlichen Ausblicken auf die Räcknitzer Höhen, die Sächsische Schweiz und Loschwitzhöhen geradezu ideal gelegen und bietet auch somit alle Voraussetzungen zur gesunden Körperpflege. Es ist erfreulich, daß der bisher mit Sportplätzen etwas kurz weggekommene Osten Dresdens hiermit einen schönen Zuwachs erhält.“

Am 13. September 1931 kam noch ein vierständiger Schießstand am Bahndamm dazu. Ab 1948 wurde das Gelände nach der Neugründung des Vereins in Stand gesetzt. Nachdem das Sportgelände 1999 durch den letzten aktiven Nutzer, die Abteilung Hockey, aufgegeben wurde, verwahrloste das Gelände zusehends. Das Sportheim fiel im Februar 2004 Brandstiftern zum Opfer und wurde im darauf folgenden Frühjahr durch das Bundeseisenbahnvermögen (BEV) abgebrochen.

### Hagedornplatz
Schon am 29. Mai 1930 wurde am Hagedornplatz, an der Bahnstrecke Dresden–Děčín (Sächsisch-Böhmische Eisenbahn) im Stadtteil Strehlen, eine Tennisanlage mit fünf Sandplätzen und einem Clubheim in unmittelbarer Nähe des Sportplatzes Reicker Straße eingerichtet. Ausgestattet ist die Anlage außerdem mit einer Ballwand und einer Beregnungsanlage. Das Clubheim wurde in den achtziger Jahren saniert.

### Emerich-Ambros-Ufer
Das heutige Hauptsportgelände am Emerich-Ambros-Ufer 74 im Stadtteil Friedrichstadt, auf dem sich auch die Geschäftsstelle und das Vereinscasino befinden, wurde am 3. Juni 1934 am damaligen Weißeritzufer in unmittelbarer Nachbarschaft des RAW Dresden eingeweiht. Wesentliche bauliche Vorarbeiten wurden bereits im Herbst 1933 durch den freiwilligen Arbeitsdienst erbracht. Dafür wurden zwei Lokreparaturhallen mit Nebengebäuden abgerissen. Auf dem frei gewordenen Gelände entstanden eine Laufbahn, ein Hartplatz für Fußball, ein Rasenplatz mit zwei Faustballfeldern, eine moderne Vierbahnen-Kegelanlage und eine Schießhalle von 50 Metern Länge für Kleinkalibersportwaffen. Außerdem gab es Wasch- und Umkleideräume. Die spätere Lehrwerkstatt des RAW wurde für Bowlingkegeln, Boxen, Gymnastik, Judo und Segelflugzeugbau genutzt.
Auch dieses neue Hauptsportgelände der neu gegründeten Betriebssportgemeinschaft Reichsbahn Dresden wurde vom Bombenangriff am 17. April 1945 schwer in Mitleidenschaft gezogen und 1948 von den Mitgliedern wieder nutzbar gemacht.
Im Herbst 1952 wurde eine 1938 erbaute Holzbaracke aus dem Erzgebirge auf dem Sportgelände errichtet. Mit Unterstützung der Reichsbahndirektion Dresden wurden damit die Umkleide- und sanitären Bedingungen erheblich verbessert. In der Baracke fanden auch das Platzwart- und Schiedsrichterzimmer Platz.
1953 erhielt das Gelände eine neue Vierbahnen-Kegelanlage mit angeschlossenem Vereinscasino. Diese wurde 1971 mit einer Aufstellautomatik ausgerüstet. 1990 wurde die Anlage komplettsaniert.
1955 wurde an die Kegelbahn eine kleine Sporthalle angebaut, in der vor allem die Sektion Tischtennis und die verschiedenen Turnsportarten eine Heimat fanden.
Eine für damalige Verhältnisse moderne Großsporthalle erhielt das Sportgelände am 3. November 1956. Mit einer Parkettspielfläche, die den damaligen Bedingungen des Faustball-, Hockey- und Handballsports genügte, Zuschauerrängen, einer Ehren- und Kameratribüne und einem Eintrittskarten-Verkaufshäuschen war die unter dem Namen „Loksporthalle“ in der ganzen Stadt bekannte Sportstätte ideal für sportliche Großveranstaltungen geeignet. 1961 wurde eine moderne Fernwärmeheizung eingebaut, ein Jahr später wurden auch die mobilen Öfen in der Umkleidebaracke durch eine ebensolche ausgetauscht.
Ein neuer Rasenplatz gehörte ab 25. Mai 1968 zum Sportgelände.
1974 richtete man einen Kraftraum für erweitertes Fitnesstraining im Anbau der ehemaligen Betriebsschule an der „Loksporthalle“ ein, nach 2000 abgebrochen.
1975 wurde ein modernes Sozialgebäude eingeweiht, in das am 4. Juli desselben Jahres die Geschäftsstelle vom Bahnhof Dresden Mitte umzog. Für die direkt angrenzende kleine Sporthalle wurden außerdem Umkleide- und Sanitärräume eingerichtet.
Bis zum Ende der siebziger Jahre wurden viele Gebäude auf dem Sportgelände umfangreich saniert, z. B. die „Loksporthalle“ und die Umkleidebaracke.
Bei der Einweihung eines durch starke Eigenleistung der Vereinsmitglieder umgebauten Hartplatzes in einen Rasenplatz für den Faustballsport empfing der ESV Dresden 1998 die namibische Faustballnationalmannschaft.
2000 wurde auf einem weiteren ehemaligen Hartplatz mit 400-Meter-Laufbahn ein Kunstrasenplatz eingeweiht. Die Bauarbeiten begannen bereits im September 1999, bei welchem vor allem die 1933/1934 zugeschütteten Arbeitsgruben der dort befindlichen Lokhallen sowie eine quer verlegte Wasserleitung Probleme bereiteten. Der Kunstrasenplatz dient den Abteilungen Fußball und Hockey als Trainings- und Wettkampfstätte.
Das Hochwasser im Sommer 2002 traf das unmittelbar an der Weißeritz gelegene Sportgelände besonders schwer. Der im 19. Jahrhundert zu Gunsten der innerstädtischen Eisenbahnstrecke zwischen dem Hauptbahnhof und dem Bahnhof Dresden-Neustadt umgeleitete Fluss bahnte sich den Weg in sein altes Flussbett und breitete sich flutartig über das Sportgelände und den gesamten Stadtteil Friedrichstadt aus. Der langsame Rückgang des Wassers setzte vor allem nochmals dem Parkett in der „Loksporthalle“ zu, welches anschließend komplett erneuert werden musste. Der neue Kunstrasenplatz wurde ebenfalls überschwemmt und musste nach kaum einjähriger Nutzung wiederhergestellt werden. Auch die Große Halle war betroffen und konnte erst ab November 2002 wieder genutzt werden. Seit Mai 2011 wird am Emerich-Ambros-Ufer auf einem neuen Polytan-Kunstrasen mit Bewässerung gespielt.
Die Sporthalle erhielt durch den stark in Mitleidenschaft gezogenen Unterbau des Parketts später einen neuen Belag.
Nach dem Abriss im Dezember 2005 durch Vereinsmitglieder erhielt die mit einer normativen Nutzungsdauer von 20 Jahren beschiedene Umkleidebaracke nach 53 Jahren intensiver Nutzung und mehreren notdürftigen Reparaturen einen Nachfolger. Der neue Ziegel-Flachbau am gleichen Standort beherbergt seit 2006 moderne Umkleidekabinen mit angeschlossenen Dusch- und Waschräumen sowie Toiletten. Weiterhin wurden Regenrückhaltebecken zur ordnungsgemäßen Entwässerung eingebaut. Der Bau besitzt außerdem einen überdachten Zugang zur „Loksporthalle“.

### Kanu-Bootshaus
Am Haltepunkt Dresden-Cotta der Bahnstrecke Berlin–Dresden wurde am 22. September 1929 an der Elbe ein Bootshaus für den Kanusport mit 50 Ständen errichtet. Die Mitglieder der neu gegründeten „Sparte Kanu des kommunalen Sportes Dresden-Cotta“ bauten in Eigenleistung das Bootshaus wieder auf. Im Februar 1994 wurde es durch Brandstiftung zerstört und konnte nach dem Wiederaufbau am 12. April 1997 im Rohbau übergeben werden. Seitdem wurde es von den Mitgliedern der Abteilung Kanu ständig verschönert und ausgebaut. Neben Bootsgaragen und einem Aufenthaltsraum mit Bewirtungsmöglichkeit haben im Dach Übernachtungsräume Platz gefunden. In Containerbauweise wurde ein Umkleiden- und Sanitärtrakt erbaut. Außerdem gibt es auf dem Gelände am Elberadweg einen Grillplatz.

### Flügelradbaude Geising
Für die Sektion Wintersport wurde im Herbst 1949 auf dem Bahnhof Geising im Erzgebirge ein 1939 erbauter Aufenthaltsraum der Bahnunterhaltungsarbeiter aus Reichsbahnbestand der BSG zur Nutzung als Wanderhütte übergeben. Das eingeschossige Gebäude mit zwei Schlafräumen und einem Aufenthaltsraum sowie Sanitärräumen wurde über die Jahre von den Sportlern der nutzenden Abteilung erweitert (1962: neuer Sanitärtrakt, 1977/78: Gasheizung), kontinuierlich verschönert, z. B. durch Wimpel, Schilder, Wappen etc. des Vereins und der Region, und zur Identifizierung mit der Eisenbahn am 20. und 21. Januar 1950 auf den Namen „Flügelradbaude“ geweiht.
Neben seiner Funktion als Wanderhütte wurde das Gebäude u. a. für Lehrgänge mit Kindern und Jugendlichen genutzt.
2008 wurde die Nutzung durch den ESV Dresden unter anderem auf Grund zu hoher Betriebskosten aufgegeben. Das Gebäude wurde 2009 vom Bundeseisenbahnvermögen verkauft und wird vom Skiverein Flügelradbaude e. V., welcher sich im selben Jahr aus der ehemaligen Abteilung Ski des ESV Dresden und weiteren neuen Mitgliedern gegründet hat, weiterhin genutzt.

### Wanderheim Krippen
Für die Sektionen Wandern, Bergsteigen und Orientierungslauf wurde am 15. Oktober 1962 in Krippen in der Sächsischen Schweiz ein Wanderheim eingeweiht, das als Unterkunft bei Wanderungen und Wochenendausflügen diente. 1993 erfolgte der Abriss.

### Touristenunterkunft Oberwiesenthal
Ebenfalls für die Sektionen Wandern, Bergsteigen und Orientierungslauf existierte ab 1972 eine Wanderhütte im erzgebirgischen Oberwiesenthal. Nach 1990 gab der ESV die Wanderhütte ab.

## Hockey-Abteilung
1906 wurde in Dresden der erste sächsische Hockeyverein (ASC 1906 Dresden) von englischen Studenten der Technischen Hochschule gegründet. Von 1915 bis 1945 bestand beim Dresdner SC eine Hockeyabteilung, bis 1950 wurde bei der SG Dresden-Friedrichstadt Hockey gespielt. 1950 wurde dieser Verein zwangsaufgelöst, die Hockeyspieler Dresdens kamen zur BSG Lokomotive Dresden, dazu noch Sportler des ASV Dresden (fusionierte in den 1910er Jahren mit dem ASC). Ab März 2000 wurde am Emerich-Ambros-Ufer 74 auf dem sandverfüllten Kunstrasenplatz Hockey gespielt. Dieser wurde im Winter 2010/2011 durch einen neuen Kunstrasen mit Beregnungsanlage ausgetauscht. Seit 1956 gibt es die Loksporthalle, in der zu DDR-Zeiten auch internationale Turniere und DDR-Meisterschaften ausgetragen wurden.
Die Abteilung hat 250 aktive Mitglieder und ist damit die größte Abteilung des ESV Dresden.

## Fußball-Abteilung
1944 traten die Fußballer der Reichsbahn SG kurzzeitig überregional auf, als sie kriegsbedingt als Lückenfüller in die Gauliga Sachsen aufgenommen wurden. Sie zog sich jedoch vorzeitig wieder aus dem Spielbetrieb zurück. Nach dem Ende des Zweiten Weltkriegs beteiligte sich die SG Cotta bereits 1946/47 an der Fußballmeisterschaft des Bezirkes Dresden und erreichte in der Staffel 1 unter zehn Mannschaften Platz fünf. 1948 und 1949 wurde die BSG Reichsbahn jeweils Staffeldritter, 1950 in der Sachsenmeisterschaft 4. in der Staffel Ost. Im 1952 neu gegründeten DDR-Spielsystem spielte die BSG Lok Dresden zunächst nur eine unterklassige Rolle. Erst 1954 gelang der Aufstieg aus der Bezirksklasse in die viertklassige Bezirksliga Dresden. Nach zwei 3. Plätzen 1960 und 1962 als bestes Ergebnis stieg Lok Dresden 1967 wieder aus der Bezirksliga ab und kehrte nie wieder dorthin zurück. 1960 gewann die BSG Lok den Dresdner Bezirkspokal. Auch der ESV Dresden konnte sich bisher nicht überregional etablieren. 2006 stieg die 1. Mannschaft in die Bezirksklasse Dresden auf, die seit 2008 die 8. Liga darstellt. Zwischenzeitlich musste man mehrmals absteigen, zuletzt 2015 in die Stadtliga B Dresden (11. Liga).

### Statistik
- Teilnahme Gauliga Sachsen 1944/45
- Teilnahme Landesliga Sachsen (SBZ): 1948/49
- Teilnahme Bezirksliga Dresden: 1955, 1958 bis 1966/67

## Badminton-Abteilung
Die Abteilung Badminton ist die viertgrößte nach den Abteilungen Hockey, Handball und Fußball mit ungefähr 70 Mitgliedern.
In der Saison 2012/2013 gab es 5 aktive Mannschaften:
- 1. Mannschaft: 2. Bezirksklasse (Aufstieg in die 1. Bezirksklasse)
- 2. Mannschaft: 1. Kreisklasse   (Aufstieg in die Kreisliga)
- 3. Mannschaft: 2. Kreisklasse   (Aufstieg in die 1. Kreisklasse)
- 4. Mannschaft: 2. Kreisklasse
- Kindermannschaft